# Souvrství Clearwater

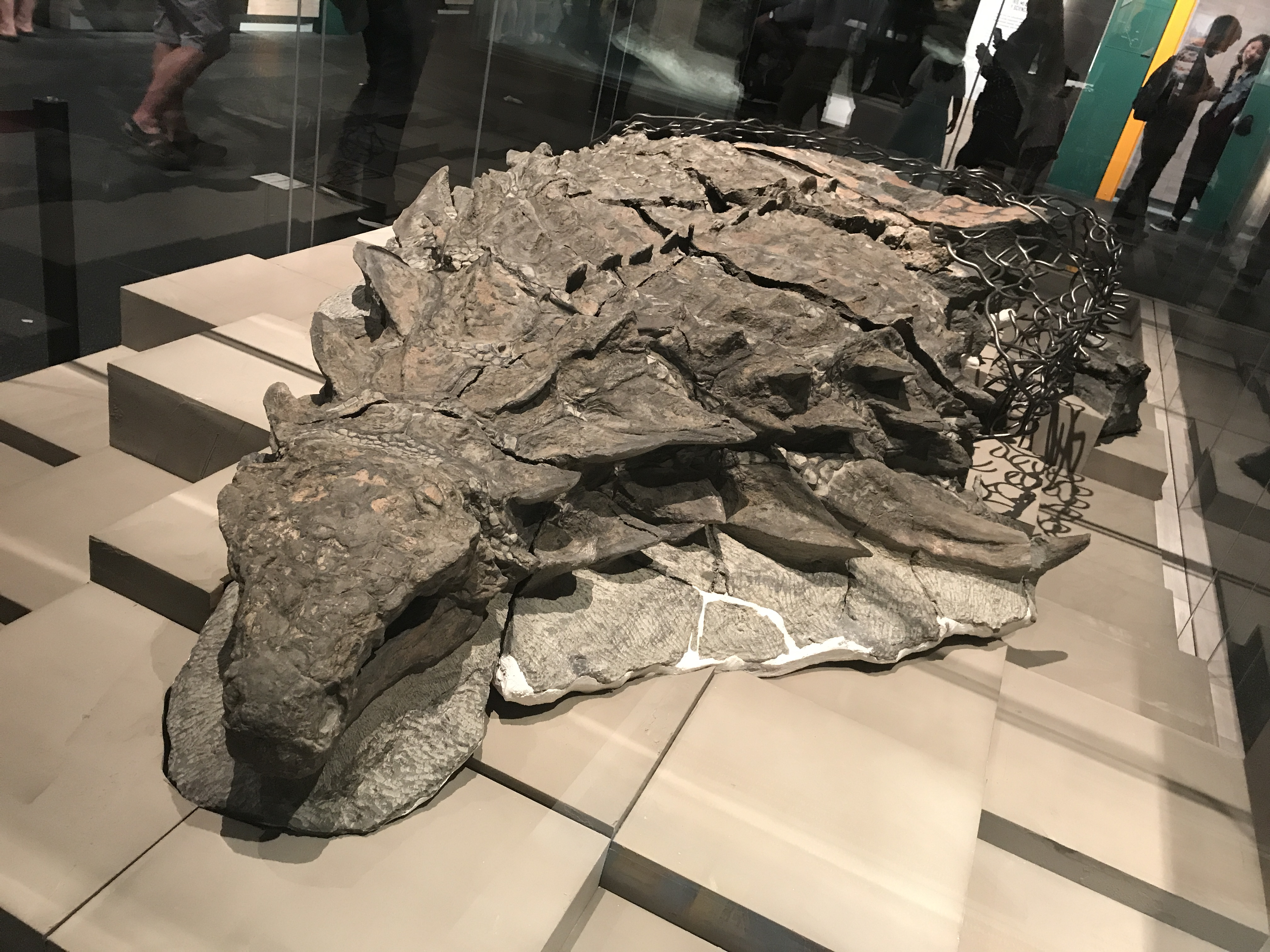
Fosilie rodu Borealopelta.

Souvrství Clearwater je geologickou formací, jejíž sedimentární výchozy se nacházejí na území kanadské provincie Alberty (Západokanadská sedimentární pánev). Jedná se o vrstvy mořského původu, jejichž stáří bylo datováno do období rané křídy (geologický věk alb, asi před 113 až 100 miliony let). Nejhojnějším typem horniny v tomto souvrství je jílovitá břidlice, dále pak pískovec a prachovec. Mocnost sedimentů zde činí až 85 metrů. Souvrství bylo poprvé popsáno a definováno roku 1893 geologem R. G. McConnellem.

## Paleontologie

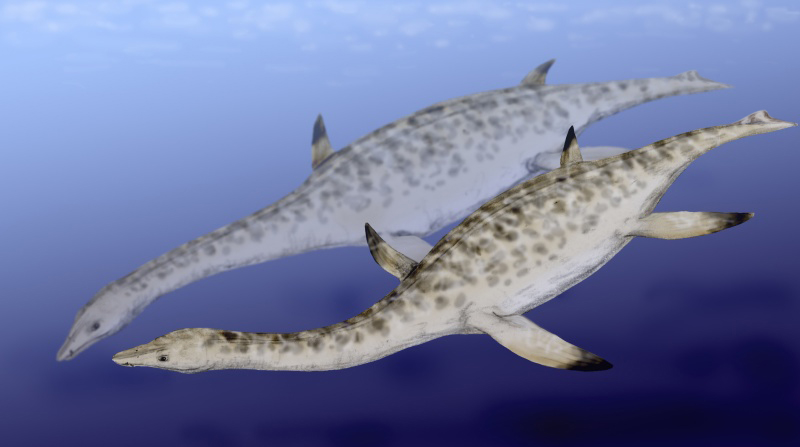
Nichollssaura - rekonstrukce přibližného vzezření.

Z nejvýznamnějších objevů v tomto souvrství patří například plesiosaur druhu Nichollssaura borealis a ichtyosaur druhu Athabascasaurus bitumineus. Nejvýznamnějším objevem je ale velmi dobře dochovaný nodosauridní tyreofor (obrněný dinosaurus) druhu Borealopelta markmitchelli.
Výborně dochovaná fosilie dinosaura ukazuje ve vysokém detailu texturu jeho hřbetního "pancíře" a například i záhyby kůže na krku. Dinosaurus patrně zahynul na pobřeží a jeho mrtvé tělo bylo splaveno a uloženo až 200 kilometrů daleko od nejbližšího břehu na mořském dně. Jedná se o jednoho z nejlépe dochovaných ankylosaurů vůbec. Vědci byli schopni určit jeho pravděpodobné zbarvení i jídelníček na základě objevů pylových spor v místě jeho někdejšího zažívacího traktu. 